# Reginald R. Robinson
Reginald R. Robinson (* 19. Oktober 1972 in Chicago) ist ein US-amerikanischer Ragtime-Pianist.

## Leben
Robinson wurde als eines von sechs Kindern einer Familie geboren, die sich in einem gewalttätigen Umfeld behaupten musste, so wurden während seiner Schulzeit mehrere seiner Klassenkameraden erschossen (seine Mutter begleitete ihre Kinder noch bis ins Teenageralter zur Schule) und mehrmals in die Wohnung der Familie eingebrochen. Er machte erstmals Bekanntschaft mit dem Ragtime, als während einer speziellen Vorstellung an seiner Schule im Rahmen eines allgemeineren musikalischen Programms Scott Joplins Klassiker The Entertainer aufgeführt wurde. Robinson kannte das Stück bislang nur von Eiswagen und hörte es bei dieser Gelegenheit zum ersten Mal in einem ernsthaften Kontext. Er begann sich nun intensiv mit dem Ragtime zu beschäftigen und erhielt zunächst von seiner Mutter ein Casio-Keyboard geschenkt, später bekam er von ihr ein Klavier, das zuvor einem umziehenden Nachbarn gehört hatte.
Da seine Eltern keine Klavierstunden bezahlen konnten, brachte sich Robinson das Klavierspielen zunächst autodidaktisch bei. Nachdem er seinen ersten Job angenommen hatte, konnte er sich schließlich einige Klavierstunden am Chicago Conservatory of Music leisten. 1992 wurde er dem Pianisten Jon Weber vorgestellt, der mit Robinson ein Demo aufnahm und dieses an den Chef des Jazzlabels Delmark Records, Robert G. Koester, weitergab, der daraufhin Robinson unter Vertrag nahm.
Auf seinen zwei ersten Alben The Strongman (1993) und Sounds in Silhouette (1994) spielt Robinson größtenteils Eigenkompositionen mit einigen Einsprengseln von Ragtime-Klassikern wie Scott Joplins „Maple Leaf Rag“. Auf dem nach einer längeren Pause erschienenen Album Euphonic Sounds (1998) gibt es erstmals ein Stück mit Gesang (interpretiert von Sondra Davis) zu hören. Des Weiteren enthält das Album ein Fragment einer Komposition von Joplin als Intro, das mittels einer Lupe von einem Foto rekonstruiert wurde. Ein weiterer Unterschied zu den zwei Vorgängern ist der höhere Anteil von Fremdkompositionen. Robinson finanzierte seinen Lebensunterhalt nun unter anderem als Jazzpianist in einer Bar, spielte auf Ragtime-Festivals und reiste im staatlichen Bildungsauftrag durch die USA.
Trotz einiger Beachtung seitens Musikern und Kritikern waren die bei Delmark veröffentlichten Alben keine Verkaufsschlager. Robinson verschwand zunächst, zumindest was Veröffentlichungen betraf, von der Bildfläche. Als es ihm finanziell bereits so schlecht ging, dass er nicht einmal mehr die Heizung in seiner Wohnung bezahlen konnte und das Üben und Komponieren aufgegeben hatte, erhielt er im September 2004 überraschend die mit $500.000 (jährlich $100.000 über fünf Jahre hinweg) dotierte MacArthur Fellowship. So konnte er 2006 wieder ein Album mit dem Namen Man Out of Time veröffentlichen (den von Delmark zwei Jahre zuvor offerierten Betrag für das Album empfand Robinson wörtlich als Hungerlohn), auf dem er erstmals ausschließlich Eigenkompositionen spielt.
Mit seiner langjährigen Spezialisierung auf Ragtime stellt Robinson ein Unikum in der Musikszene dar. Es haben sich zwar auch andere Pianisten wie Morten Gunnar Larsen mit dem Ragtime beschäftigt, allerdings enthalten einige seiner Alben auch Titel aus der Frühzeit des Jazz von Jelly Roll Morton, während Robinson sich auf all seinen Alben konsequent dem Ragtime verschrieben hat.

## Diskografie
| Titel                | Jahr | Label       |
| -------------------- | ---- | ----------- |
| The Strongman        | 1993 | Delmark     |
| Sounds in Silhouette | 1994 | Delmark     |
| Euphonic Sounds      | 1998 | Delmark     |
| Man Out of Time      | 2006 | Playa Music |